# Coccophagus gurneyi
Coccophagus gurneyi is een vliesvleugelig insect uit de familie Aphelinidae. De wetenschappelijke naam is voor het eerst geldig gepubliceerd in 1929 door Compere.